# The Song of the Flame
The Song of the Flame ist ein US-amerikanischer Musikfilm aus dem Jahr 1930. Das Drehbuch basiert auf dem gleichnamigen Musical von Oscar Hammerstein, Otto A. Harbach,  Herbert Stothart und George Gershwin.

## Handlung
Kurz vor der russischen Revolution tritt die Tänzerin Anuita auf, um die Leute mit ihren Liedern aufzuwiegeln. Sie muss dabei immer wieder Prinz Volodya ausweichen, der sie mit seinem Kosakentrupp gefangen nehmen will. Ihr Kamerad Konstantin begehrt sie, obwohl er mit Natasha zusammen ist, die wiederum eifersüchtig auf die Sängerin ist. 
Die Revolution stürzt das Land ins Chaos. Anuita, die von Konstantins Brutalität abgeschreckt ist, zieht in ihre polnische Heimat. Bei einem Erntefest begegnet sie dem Prinzen. Sie verlieben sich ineinander. Konstantin erscheint mit seinen Männern und nimmt den Prinzen fest. Volodya soll hingerichtet werden, doch Anuita erkauft seine Freiheit, indem sie sich als Konstantins Geliebte anbietet. Konstantin lässt jedoch bald auch Anuita festnehmen. Auch Volodya, der Anuita zu Hilfe kommen will, wird wieder gefangen genommen. Natascha tötet ihren Freund, sodass das Paar sicher entkommen kann.

## Kritik
Mordaunt Hall von der New York Times befand, die Musik sei sehr befriedigend, während die Geschichte voller unglaubwürdiger Romantik sei.

## Auszeichnungen
Bei der dritten Oscarverleihung 1930 wurde George Groves für den Oscar in der Kategorie Bester Ton nominiert.

## Hintergrund
Die Uraufführung fand am 25. Mai 1930 statt.
Gedreht wurde in Paris, wobei unter den Kameratechnikern auch der spätere Chef-Kameramann John Alton arbeitete.
Während der Dreharbeiten kam es zu einem tragischen Unglück. Der Darsteller Shep Camp starb an den Folgen eines Sturzes am 20. November 1929.
Der Film gilt heute als verschollen.